# Cheilotheca sleumerana
Cheilotheca sleumerana är en ljungväxtart som beskrevs av Hsüan Keng. Cheilotheca sleumerana ingår i släktet Cheilotheca och familjen ljungväxter. Inga underarter finns listade i Catalogue of Life.